# Carlo Rizzi
Carlo Rizzi är en figur i romanen och filmen Gudfadern. Han är make till Connie Corleone, dotter till don Vito Corleone och Carmela Corleone. I filmen spelas han av Gianni Russo.
Carlo Rizzi har ett våldsamt temperament och misshandlar sin hustru Connie med jämna mellanrum. Connie får vid ett tillfälle besök av sin bror Santino "Sonny" Corleone och denne ser då att hon har en blåtira. Sonny söker upp Carlo på gatan och slår och sparkar honom halft fördärvad. Sonny hotar att döda Carlo om han misshandlar Connie igen. Carlo ruvar dock på hämnd mot Sonny och söker upp Emilio Barzini, en av Corleones ärkefiender, för att få Sonny mördad. Carlo sätter planen i verket och piskar sin hustru med ett bälte. Connie ringer gråtande till Sonny, som blir rasande och kör iväg för att få tag i Carlo. Vid en tullstation längs Jones Beach Causeway väntar ett tiotal av Barzinis lejda mördare på Sonny och skjuter ihjäl honom med en svärm av kulor.
Vito Corleone inser dock att Carlo har del i mordet på Sonny, men han hesiterar inför att låta döda Carlo. När Michael Corleone blir don invaggar han Carlo i säkerhet och ger honom uppgifter inom Corleone-imperiet. Michael blir även gudfar åt Carlos och Connies andre son, Michael Francis Rizzi. Vito avlider 1955 och Michael blir då överhuvud. När Michael Francis Rizzi döps, låter Michael Corleone mörda de övriga familjernas bossar, Philip Tattaglia, Emilio Barzini, Victor Stracci och Carmine Cuneo, samt kasinoägaren Moe Greene. Kort därefter söker Michael Corleone upp Carlo och säger att han vet att Carlo förrådde Sonny. Michael försäkrar Carlo att han ska bli skonad, men han får inte längre ha något att göra med familjen Corleone och Michael skickar honom till Las Vegas. Carlo tror på Michael och erkänner att han konspirerade tillsammans med Barzini för att mörda Sonny. I tron att han ska bli skjutsad till flygplatsen sätter sig Carlo i passagerarsätet på en bil. Bakom honom väntar Peter Clemenza, Corleone-familjens caporegime, som omedelbart garrotterar Carlo till döds. I sin dödskamp sparkar Carlo sönder bilens vindruta.